# 大叶滨紫草
大叶滨紫草（学名：Mertensia sibirica）是紫草科滨紫草属的植物。其种加词“sibirica”意为“西伯利亚的”。分布在西伯利亚以及中国大陆的山西等地，生长于海拔2,500米的地区，一般生于山坡草地，目前尚未由人工引种栽培。